# Землетрус Манджил-Радбар (1990)
Землетрус Манджил-Радбар 1990 року стався в четвер, 21 червня 1990 року на півночі Ірану. Поштовх мав магнітуду моменту 7,4 та інтенсивність Меркаллі X (екстремальний).

## Збитки та жертви
Масштабні пошкодження зазнали на північному заході від столиці Тегерана, включаючи міста Рудбар і Манджил. За оцінками Національного центру геофізичних даних, у постраждалій зоні завдано збитків у 8 мільярдів доларів. Інші каталоги землетрусів надали оцінки втрати життя в діапазоні 35—50 тис., а ще 60—105 тис. отримали поранення.

## Використання в ЗМІ
Відомий іранський режисер Аббас Кіаростамі вигадано включив землетрус і його наслідки для північного Ірану в кілька своїх фільмів. У фільмі «І життя триває» (1992) режисер і його син шукають дітей-акторів з попереднього фільму Кіаростамі; «Де дім друга?» (1986), який був знятий у місті, яке до моменту виробництва другого фільму оговтувалося від землетрусу. У наступному фільмі Кіаростамі «Крізь оливкові дерева» (1994) розповідається про те, як знімальна група знімає сцени з фільму «Життя, і більше нічого…»; в одній із цих сцен чоловік обговорює свій шлюб, який відбувся через день після землетрусу. Критики та вчені часто називають ці три фільми трилогією Кокера та відносять їх до найкращих робіт режисера.

## Чемпіонат світу з футболу
Однією з причин великої кількості смертей було те, що більшість людей були вдома, щоб дивитися матчі Чемпіонату світу з футболу 1990 року; а землетрус стався в середині матчу між Бразилією та Шотландією.

## Подальше читання
- Berberian, M.; Walker, R. (2010), The Rudbar Mw 7.3 earthquake of 1990 June 20; seismotectonics, coseismic and geomorphic displacements, and historic earthquakes of the western 'High-Alborz', Iran (PDF), Geophysical Journal International, 182 (3): 1577—1602, Bibcode:2010GeoJI.182.1577B, doi:10.1111/j.1365-246x.2010.04705.x
- Redmond, A. D.; Watson, S.; Nightingale, P. (1991), The South Manchester Accident Rescue Team and the Earthquake in Iran, June 1990, BMJ: British Medical Journal, 302 (6791): 1521—1523, doi:10.1136/bmj.302.6791.1521, JSTOR 29712007, PMC 1670205, PMID 1855026